# Jugoexport (budova)
Jugoexport je název budovy ve které v socializmu sídlila společnost stejného názvu. Nachází se v hlavním městě Srbska, v Bělehradě, v blízkosti Náměstí republiky, na Kolarčevě ulici. V současné době je chráněná jako kulturní památka. 
Pětipatrová rohová budova vznikla v duchu tehdy v místně populárním stylu akademismu. Nápadné na ní je především ornamentální provedení fasády, která má četné plastiky a sochy. Na nich se podílela řada umělců, včetně českého sochaře Karla Pavlíka nebo srbského sochaře italského původu, Giuseppe Pino Grassiho. Sochy představují Atlase držícího zeměkouli, muže s tradičními čepicemi šajkača, lvy apod. 

## Historie
Budova byla původně navržená pro bělehradskou pobočku Jugoslávské banky. Stavební práce na budově byly zahájeny v roce 1920; byla dokončena v roce 1923 podle návrhu českého architekta Jaroslava Prchala vedoucího architekta stavební firmy Matěja Blecha, která v oblasti Balkánu působila ještě před první světovou válkou.  
Po znárodnění soukromých podniků v roce 1947 byla budova dána do užívání společnosti Jugoexport. Pro ten sloužila až do roku 2001, kdy firma zkrachovala. Vlastníkem byl stát, který nebyl schopen stavbu dlouhou dobu prodat. Důvodem byl její špatný technický stav, zastaralost a vysoké provozní náklady. V roce 2016 stavbu koupil srbský podnikatel Petar Matijević a měla být přebudována na čtyřhvězdičkový hotel. Stavební práce na adaptaci objektu byly zahájeny v roce 2017 a pokračovaly v následujících letech. Byl otevřen jako Hotel Centar. 

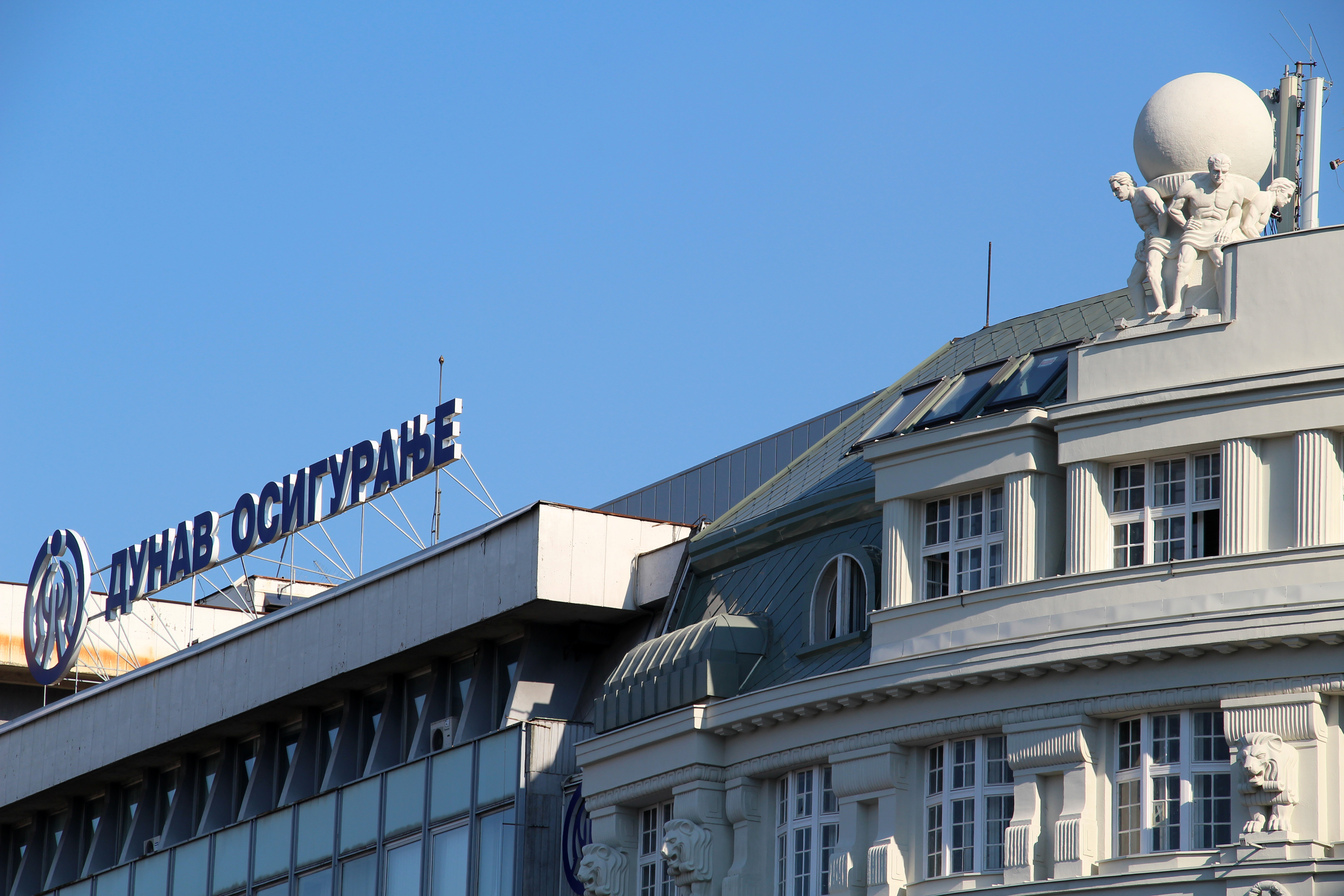
Atlanti nesoucí zeměkouli